# Nedbalka
Nedbalka je potok v okrese Mladá Boleslav ve Středočeském kraji, levostranný přítok řeky Jizery. Délka jeho toku činí zhruba 6,17 km. Plocha jeho povodí měří 12,53 km².

## Průběh toku
Potok pramení jihovýchodně od vsi Dneboh v úzkém údolí na západních svazích Příhrazské vrchoviny v CHKO Český ráj. Po úvodním oblouku na jih a na sever vstupuje do Dnebohu, kde přispívá k napájení malé vodní nádrže, a stáčí se k západu. Již od vodojemu před Dnebohem, který zřejmě odčerpává i vsáknutou vodu potoka, však bývá další úsek potoka většinu roku suchý a zavodňuje se jen při vydatných deštích. Koryto dále vede rovinatou, převážně zemědělskou krajinou. Dále postupně podtéká dálnici D10, železniční trať 070 a již ve vsi Hoškovice silnici II/610. V Hoškovicích též přijímá zprava přítok skládaný z povodí od Příhrazské vrchoviny a vrchu Káčov (přes blízké letiště Mnichovo Hradiště). Za Hoškovicemi přechází koryto Nedbalky do výraznějšího klikatého údolí zjz. směru, a právě zde se voda postupně objevuje na povrchu i v suchém období. Pak potok vstupuje do města Mnichovo Hradiště a většinu zástavby podtéká v podzemí (i pod silnici II/277). Na povrch se dostává již v údolí Jizery a teče při terase z pískovcových skal v městském lesoparku. Nedbalka se vlévá do Jizery na jejím 56. říčním kilometru v místě jejího severozápadního meandru.